# Santo Perrotta
Santo Perrotta (Cosenza, 27 marzo 1959) è un ex calciatore italiano, di ruolo attaccante.

## Carriera
Debutta in Serie D con il Cosenza nel 1977 e dopo un anno al Trebisacce torna al Cosenza dove vince il campionato di Serie C2 1979-1980.
L'anno seguente passa alla Sambenedettese con cui vince il campionato di Serie C1 1980-1981 e disputa le successive tre stagioni in Serie B per un totale di 74 presenze e 9 gol.
Gioca gli ultimi anni di carriera in Serie C con Salernitana, Mantova, Livorno e Spezia.

## Palmarès

### Club

#### Competizioni nazionali
- Serie C1: 1

Sambenedettese: 1980-1981
- Serie C2: 1

Cosenza: 1979-1980